# Акантит
Аканти́т (рос. акантит; англ. acanthite; нім. Akanthit m) — мінерал класу сульфідів, поліморфна модифікація Ag2S.

## Загальний опис
Містить Ag 87 %, домішки Cu, Fe, Zn, Sb. Кристалізується в моноклінній сингонії; кристалічна структура координаційна.
Утворює плівки, землисті агрегати («срібна чернь»), суцільну масу, рідше дрібні кристали. Характерні пластинчасті двійники, часто полісинтетичні. Зустрічається також у вигляді параморфоз по аргентиту, що мають форму дендритів, скелетних, сітчастих, дротяних, волосоподібних кристалів, неправильних виділень. Колір залізно-чорний, до свинцево-сірого.
Блиск металічний, на світлі тьмяніє. Ковкий. Густина 7300±100 кг/м3. Твердість 2—2,5.
Акантит — низькотемпературний гідротермальний або гіпергенний мінерал (утворюється в зоні повторного сульфідного збагачення срібних і поліметалічних родовищ).
Акантит — цінна срібна руда.
Збагачується головним чином флотацією.